# Oula (departement)
Oula är ett departement i Burkina Faso.   Det ligger i provinsen Yatenga och regionen Nord, i den centrala delen av landet, 140 km nordväst om huvudstaden Ouagadougou.